# An Pjong-kun
An Pjong-kun (korejsky 안 병근), (anglicky Ahn Byeong-keun), (* 23. února 1962 v Kimčchonu, Jižní Korea) je bývalý korejský zápasník – judista, olympijský vítěz z roku 1984.

## Sportovní kariéra
Členem seniorské reprezentace byl od počátku osmdesátých let. Prosazovat se začal až v olympijském roce 1984 a svými výkony si řekl o účast na olympijských hrách v Los Angeles. Ve čtvrtfinále vrátil prohru z asijského mistrovství Japonci Hidetoši Nakanišimu a ve finále si takticky pohlídal obhájce titulu Itala Ezia Gambu. Získal zlatou olympijskou medaili, na kterou navázal v dalších letech titulem mistra světa a vítězstvím na Asijských hrách. V roce 1988 se vrátil v polostřední váze a vybojoval si účast na domácích olympijských hrách v Soulu. Formu však optimálně nenačasoval a jeho snahy skončily ve druhém kole. Vzápětí ukončil sportovní kariéru. Věnuje se trenérské práci na univerzitě v Jonginu. V roce 2008 vedl jako šéftrenér jihokorejskou mužskou reprezentaci na olympijských hrách v Pekingu. V roce 2015 byl obviněn z korupce.

## Výsledky
| Turnaj            | 1984       | 1985       | 1986       | 1987       | 1988       |
| Turnaj            | 22         | 23         | 24         | 25         | 26         |
| Turnaj            | lehká váha | lehká váha | lehká váha | lehká váha | lehká váha |
| ----------------- | ---------- | ---------- | ---------- | ---------- | ---------- |
| Olympijské hry    | 1.         |            |            |            | úč.        |
| Mistrovství světa |            | 1.         |            | —          |            |
| Asijské hry       |            |            | 1.         |            |            |
| Mistrovství Asie  | 3.         |            |            |            | —          |

## Podrobnější výsledky

### Olympijské hry
| Rok      | Kategorie        |  | 1/64                       | 1/32                           | 1/16                         | čtvrtfinále                       | semifinále                  | finále                     |
| -------- | ---------------- |  | -------------------------- | ------------------------------ | ---------------------------- | --------------------------------- | --------------------------- | -------------------------- |
| LOH 1984 | lehká váha       |  | x                          | výhra – 2:53/ysg Kieran Foley  | výhra – 0:36/son Juan Vargas | výhra – yuk/shi Hidetoši Nakaniši | výhra – (yus) Kerrith Brown | výhra – son/kok Ezio Gamba |
| LOH 1988 | polostřední váha |  | výhra – 3:09/? Johan Laats | prohra – waz/shi Kevin Doherty | —                            | —                                 | —                           | —                          |

### Mistrovství světa
| Rok     | Kategorie  |  | 1/32                    | 1/16               | čtvrtfinále           | semifinále           | finále           |
| ------- | ---------- |  | ----------------------- | ------------------ | --------------------- | -------------------- | ---------------- |
| MS 1985 | lehká váha |  | výhra Džambalyn Ganbold | výhra Kieran Foley | výhra Takahiro Nišida | výhra Steffen Stranz | výhra Mike Swain |
| MS 1987 | —          |  | nestartoval             | nestartoval        | nestartoval           | nestartoval          | nestartoval      |